# Bozó Andrea
Bozó Andrea (Miskolc, 1972. november 4. –) Jászai Mari-díjas magyar színésznő.

## Életpályája
Szülővárosában a Földes Ferenc Gimnáziumban érettségizett. 1988–1991 között a Miskolci Nemzeti Színház stúdiójában tanult, majd 1991–1995 között a Merlin Színészképző Műhely növendéke volt. 1995–1999 között a Merlin Színház, 1999–2000 között a székesfehérvári Vörösmarty Színház tagja volt. 2000–2002 között szabadúszó, majd 2002–2011 között az egri Gárdonyi Géza Színház színművésze. 2011-től ismét szabadúszó, rendszeresen szerepelt több színházban is. 2020-tól a salgótarjáni Zenthe Ferenc Színház tagja.
2005-ben az egri Eszterházy Károly Főiskola angol szakán szerzett diplomát, majd jógaoktatói képesítést is szerzett 2014-ben.
Férje, Csizmadia Tibor rendező, egy fiuk született, Benedek.

## Színházi szerepei
A Színházi adattárban regisztrált bemutatóinak száma: 89.
- Csiky Gergely: A nagymama[6]
- William Shakespeare: 
  - Macbeth (Fleance)
  - A két veronai nemes (Júlia, Sebestyén)
  - Ahogy tetszik (Célia)
  - A tél meséje (Hermione)
  - A velencei kalmár (Nerissa)
  - Szentivánéji álom (Pukk, Philostratus)
- Molière
  - Gömböc úr (Julie)
  - Tudós nők (Belíza)
- Csehov
  - Lakodalom (Dasenyka)
  - Három nővér (Mása)
- Éric Assous: Mesterhármas

## Televíziós- és filmszerepei
- Sose halunk meg (1993)
- Patika (1995)
- Derengő (1998)
- Családi album (2001)
- Limonádé (2002)
- Barátok közt (2002)
- Jóban Rosszban (2007–2008, 2011, 2014)
- Presszó (2008)
- Majdnem szűz (2008)
- Munkaügyek (2013–2014)
- Tóth János (2017–2019)
- Hab (2020)
- Egyszer volt Budán Bödör Gáspár (2020)
- Pepe (2022–2023)
- Gólkirályság (2023–)
- Véletlenül írtam egy könyvet (2025)

## Hangjáték
- Alakok – Kosztolányi Dezső portréi (1999)
- Janicsek Péter és Toepler Zoltán: Mínusz egy (2012)
- Sultz Sándor: Retró (2012)
- Kondor Vilmos: Budapest noir (2013)
- Jonas Jonasson: Az analfabéta, aki tudott számolni (2014)
- Székely Csaba: Székelybanán (2014)
- Huszár a teknőben: Mikszáth Kálmán válogatott írásaiból (2015)
- Simai Kristóf: Szakácskönyv (2015)
- Kőrösi Zoltán: Szerelmes évek (2017)
- Gimesi Dóra: Budapesti tündérmesék (2019)
- Lengyel Balázs: A szebeni fiúk (2019)
- „Mert szeretet nélkül én meghalok” (2019)
- Mészöly Miklós: Az atléta halála (2020)
- Szendrey Júlia: Élete, naplója, levelei és halálos ágyán tett vallomása (2023)

## Hangoskönyvek
- Fésűs Éva: Pöttömke (2021)

## Díjak
- Jászai Mari-díj (2010)